# José Chamot
José Antonio Chamot (Concepción del Uruguay, Provincia de Entre Ríos, Argentina, 17 de mayo de 1969) es un exfutbolista argentino que jugaba de lateral izquierdo y actual entrenador de futbol. Actualmente está sin equipo.

## Biografía
Desde pequeño practicó atletismo y jugó al fútbol en Gimnasia y Esgrima de Concepción, un club de su ciudad natal. A la edad de 15 años, se trasladó a San Lorenzo con su familia y fue a probarse en Rosario Central. Posterior a su debut, jugó para Pisa, Foggia, Lazio y Milan en Italia y Atlético de Madrid y Leganés en España. Se retiró en 2005 en Rosario Central, tras una seguidilla de lesiones que lo apartaron de las canchas durante un largo período.
Desde julio de 2009 hasta principios de 2010, fue parte del cuerpo técnico de Ariel Cuffaro Russo durante su etapa como entrenador en Rosario Central. A mediados de 2011, comenzó a desempeñarse como ayudante de campo de Matías Almeyda en River Plate tras su descenso a la Primera B Nacional. Luego de un año, su equipo logró el ascenso y Almeyda, junto a su cuerpo técnico, dejaron el cargo a finales de noviembre de 2012.
Se desempeñó como entrenador del Club Libertad de Paraguay y fue entrenador de la división reserva del Club Atlético Rosario Central. A finales de la temporada 2017-18, condujo al primer equipo en forma interina tras la salida del cargo de Leonardo Fernández.

## Selección nacional
Su primera convocatoria se dio antes del Mundial de 1990, sin embargo no disputó ningún encuentro. Debutó con la selección argentina el 23 de octubre de 1993, en el primer partido de repechaje para la clasificación al Mundial de 1994 contra Australia. Participó con la selección argentina en tres mundiales: Estados Unidos 1994, Francia 1998 y Corea del Sur-Japón 2002, jugando un total de 9 partidos en la máxima competencia de selecciones. Además jugó la Copa América 1995, la Copa Confederaciones de 1995 y logró la medalla de plata en los Juegos Olímpicos de Atlanta 1996 (donde fue uno de los tres jugadores con más de 23 años).
Jugó un total de 43 partidos para la selección marcando 2 goles: el primero se lo hizo a Chile el 18 de mayo de 1994 en un partido amistoso en Santiago de Chile y el segundo se lo marcó a Japón por la fase de grupos de la Copa Confederaciones el 8 de enero de 1995. Su último partido con la selección fue el empate 1 a 1 con Suecia en el mundial del 2002.

### Participaciones en torneos internacionales
| Mundial                          | Sede                  | Resultado        | Partidos | Goles |
| -------------------------------- | --------------------- | ---------------- | -------- | ----- |
| Copa Mundial de Fútbol de 1994   | Estados Unidos        | Octavos de final | 4        | 0     |
| Copa Rey Fahd 1995               | Arabia Saudita        | Subcampeón       | 3        | 1     |
| Copa América 1995                | Uruguay               | Cuartos de final | 3        | 0     |
| Juegos Olímpicos de Atlanta 1996 | Atlanta               | Medalla de Plata | 5        | 0     |
| Copa Mundial de Fútbol de 1998   | Francia               | Cuartos de final | 4        | 0     |
| Copa Mundial de Fútbol de 2002   | Corea del Sur y Japón | Primera Ronda    | 1        | 0     |

### Participaciones en Eliminatorias
| Eliminatorias     | Resultado   | Partidos | Goles |
| ----------------- | ----------- | -------- | ----- |
| Eliminatoria 1994 | Clasificado | 2        | 0     |
| Eliminatoria 1998 | Clasificado | 9        | 0     |
| Eliminatoria 2002 | Clasificado | 0        | 0     |

## Clubes

### Como jugador
| Club            | País      | Año       |
| --------------- | --------- | --------- |
| Rosario Central | Argentina | 1988-1990 |
| Pisa            | Italia    | 1990-1993 |
| Foggia          | Italia    | 1993-1994 |
| Lazio           | Italia    | 1994-1998 |
| Atlético Madrid | España    | 1998-2000 |
| AC Milan        | Italia    | 2000-2003 |
| CD Leganés      | España    | 2003-2004 |
| Rosario Central | Argentina | 2004-2005 |

### Como entrenador
| Club                                     | País      | Año  |
| ---------------------------------------- | --------- | ---- |
| Rosario Central (Coordinador inferiores) | Argentina | 2016 |
| Rosario Central (Reserva)                | Argentina | 2018 |
| Rosario Central (Interino)               | Argentina | 2018 |
| Libertad                                 | Paraguay  | 2019 |

## Estadísticas

### Clubes
- No se incluyen partidos amistosos ni de pretemporada.[4][5][6]

| Temporada             | Equipo                | Campeonato            | Campeonato | Campeonato | Copas nacionales | Copas nacionales | Copas nacionales | Copas internacionales | Copas internacionales | Copas internacionales | Total    | Total |
| Temporada             | Equipo                | Torneo                | Partidos   | Goles      | Torneo           | Partidos         | Goles            | Torneo                | Partidos              | Goles                 | Partidos | Goles |
| --------------------- | --------------------- | --------------------- | ---------- | ---------- | ---------------- | ---------------- | ---------------- | --------------------- | --------------------- | --------------------- | -------- | ----- |
| 1988-89               | Rosario Central       | PD+Lig                | 19+2       | 0          | -                | -                | -                | -                     | -                     | -                     | 21       | 0     |
| 1989-90               | Rosario Central       | PD+Lig                | 29+2       | 2          | -                | -                | -                | -                     | -                     | -                     | 31       | 2     |
| 1990-91               | Rosario Central       | Ap                    | 11         | 0          | -                | -                | -                | -                     | -                     | -                     | 11       | 0     |
| Total Rosario Central | Total Rosario Central | Total Rosario Central | 63         | 2          |                  | -                | -                |                       | -                     | -                     | 63       | 2     |
| 1990-91               | Pisa                  | SA                    | 20         | 0          | CI               | 0                | 0                | -                     | -                     | -                     | 20       | 0     |
| 1991-92               | Pisa                  | SB                    | 33         | 1          | CI               | 2                | 0                | -                     | -                     | -                     | 35       | 1     |
| 1992-93               | Pisa                  | SB                    | 34         | 0          | CI               | 2                | 0                | -                     | -                     | -                     | 36       | 0     |
| Total Pisa            | Total Pisa            | Total Pisa            | 87         | 1          |                  | 4                | 0                |                       | -                     | -                     | 91       | 1     |
| 1993-94               | US Foggia             | SA                    | 30         | 0          | CI               | 3                | 0                | -                     | -                     | -                     | 33       | 0     |
| 1994-95               | SS Lazio              | SA                    | 28         | 1          | CI               | 7                | 0                | CU                    | 8                     | 0                     | 43       | 1     |
| 1995-96               | SS Lazio              | SA                    | 32         | 0          | CI               | 4                | 0                | CU                    | 1                     | 0                     | 37       | 0     |
| 1996-97               | SS Lazio              | SA                    | 29         | 0          | CI               | 2                | 0                | CU                    | 3                     | 1                     | 34       | 1     |
| 1997-98               | SS Lazio              | SA                    | 11         | 0          | CI               | 3                | 0                | CU                    | 3                     | 0                     | 17       | 0     |
| Total SS Lazio        | Total SS Lazio        | Total SS Lazio        | 100        | 1          |                  | 16               | 0                |                       | 15                    | 1                     | 131      | 2     |
| 1998-99               | Atlético Madrid       | PD                    | 33         | 1          | CR               | 5                | 0                | CU                    | 9                     | 0                     | 47       | 1     |
| 1999-00               | Atlético Madrid       | PD                    | 12         | 0          | -                | -                | -                | CU                    | 5                     | 0                     | 17       | 0     |
| Total Atlético Madrid | Total Atlético Madrid | Total Atlético Madrid | 45         | 1          |                  | 5                | 0                |                       | 14                    | 0                     | 64       | 1     |
| 1999-00               | AC Milan              | SA                    | 13         | 0          | CI               | 1                | 0                | -                     | -                     | -                     | 14       | 0     |
| 2000-01               | AC Milan              | SA                    | 14         | 0          | CI               | 2                | 0                | CL                    | 9                     | 0                     | 25       | 0     |
| 2001-02               | AC Milan              | SA                    | 22         | 0          | CI               | 5                | 0                | CU                    | 5                     | 0                     | 32       | 0     |
| 2002-03               | AC Milan              | SA                    | 2          | 0          | CI               | 1                | 0                | CL                    | 1                     | 0                     | 4        | 0     |
| Total AC Milan        | Total AC Milan        | Total AC Milan        | 51         | 0          |                  | 9                | 0                |                       | 15                    | 0                     | 75       | 0     |
| 2003-04               | Leganés               | SD                    | 1          | 0          | -                | -                | -                | -                     | -                     | -                     | 1        | 0     |
| 2004-05               | Rosario Central       | Cl                    | 1          | 0          | -                | -                | -                | -                     | -                     | -                     | 1        | 0     |
| 2005-06               | Rosario Central       | Ap                    | 3          | 0          | -                | -                | -                | -                     | -                     | -                     | 3        | 0     |
| Total Rosario Central | Total Rosario Central | Total Rosario Central | 4          | 0          |                  | -                | -                |                       | -                     | -                     | 4        | 0     |
| g                     | g                     | g                     | 381        | 5          |                  | 37               | 0                |                       | 44                    | 1                     | 462      | 6     |

### Resumen estadístico
| División               | Partidos | Goles |
| ---------------------- | -------- | ----- |
| Ligas Locales          | 381      | 5     |
| Copas nacionales       | 30+?     | ?     |
| Copas internacionales  | 44       | 1     |
| Selección olímpica     | 5        | 0     |
| Selección de Argentina | 43       | 2     |
| Total                  | 503      | 8     |

## Palmarés

### Como jugador

#### Títulos nacionales
| Título      | Club     | País   | Año  |
| ----------- | -------- | ------ | ---- |
| Copa Italia | SS Lazio | Italia | 1998 |
| Copa Italia | AC Milan | Italia | 2003 |

#### Títulos internacionales
| Título                               | Club (*)            | País           | Año  |
| ------------------------------------ | ------------------- | -------------- | ---- |
| Medalla de Plata en Juegos Olímpicos | Selección Argentina | Estados Unidos | 1996 |
| Liga de Campeones de la UEFA         | AC Milan            | Inglaterra     | 2003 |

(*) Incluyendo la selección.

### Como entrenador
| Título        | Club     | País     | Año  |
| ------------- | -------- | -------- | ---- |
| Copa Paraguay | Libertad | Paraguay | 2019 |